# Jastor
Jastor – kryte lodowisko w Jastrzębiu-Zdroju.
Swoje spotkania rozgrywają na nim hokeiści GKS Jastrzębie, a także hokeistki klubu UKH Białe Jastrzębie. Obiekt może pomieścić 1986 widzów, z czego 1686 miejsc jest siedzących.
Starania o budowę obiektu rozpoczęły się jeszcze w latach 60. XX wieku. Komitet budowy został powołany w 1972. Otwarcie obiektu miało miejsce w listopadzie 1975 (było to 10. sztuczne lodowisko w województwie katowickim), a z okazji tej jak i w przeddzień Barbórki rozegrano mecz GKS Jastrzębie – AZ Havířov (2:7).
W latach 2004–2005, kosztem ponad 12,5 mln zł przeprowadzono gruntowną renowację areny. Ponowna inauguracja hali miała miejsce 6 czerwca 2005 roku. W 2012 roku na lodowisku zamontowano profesjonalne bandy z tworzywa sztucznego. Obiekt służy hokeistom GKS-u Jastrzębie oraz hokeistkom klubu UKH Białe Jastrzębie, trenują na nim także młodzieżowe drużyny hokejowe i amatorzy; lodowisko udostępniane jest również mieszkańcom. Na obiekcie przez dwa lata odbywały się także mecze w ramach Ligi Mistrzów oraz Pucharu CEV z udziałem siatkarzy Jastrzębskiego Węgla.